# Podągi

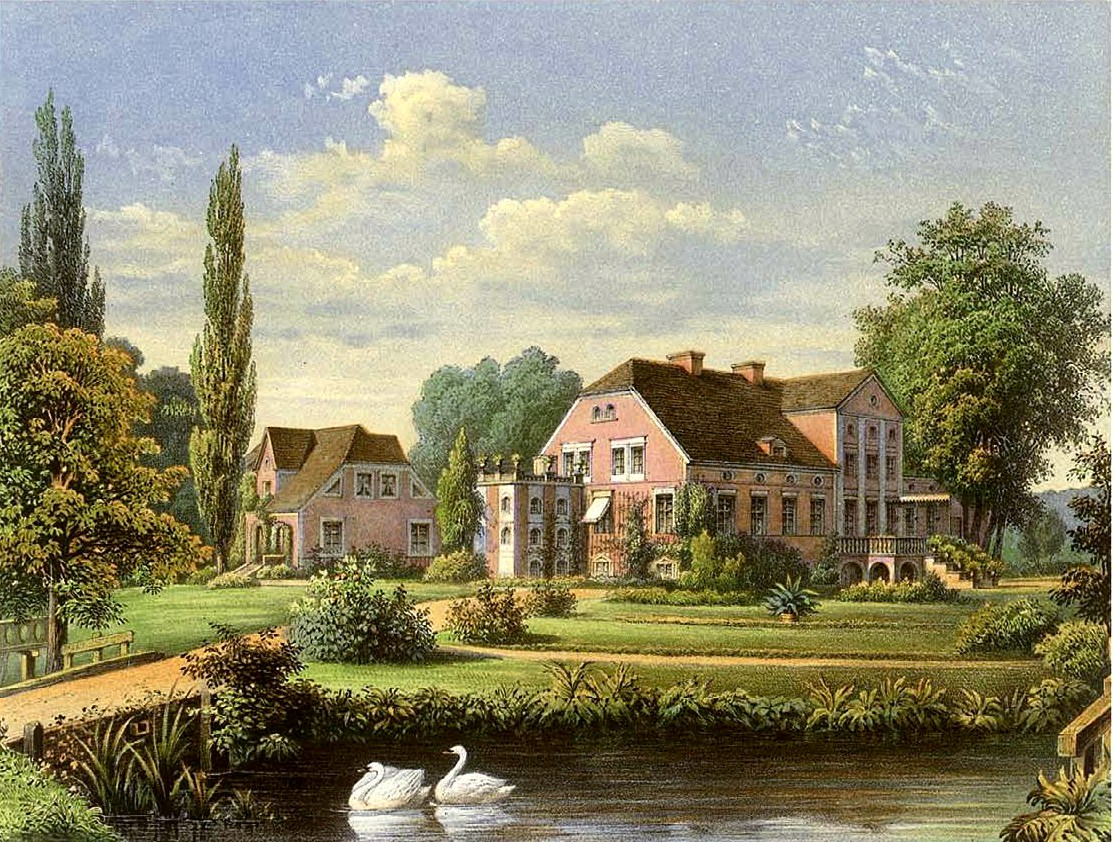
Manoir de Podangen vers 1860, Collection Alexander Duncker

Podągi (en allemand Podangen) est un village de Pologne, situé dans la gmina de Godkowo dans le powiat d'Elbląg, dans la voïvodie de Varmie-Mazurie.

## Histoire
Podangen est un manoir allodial qui est mentionné pour la première fois en 1339 sous le nom de "Padangmen" (plus tard également "Podangin") et est situé dans l'ancien arrondissement de Preußisch Holland (de) sur la rivière Passarge dans le "Haut-Pays" de la Prusse-Orientale, puis plus tard dans le district de Königsberg.
À partir de 1551, ce domaine est d'abord la propriété de la famille von Saucken, à laquelle le duc de Prusse le cède en 1577. En 1635, cette famille acquit les domaines de Rottehnen (également appelé "Ruttenen") et de Corneinen. En 1663, le colonel électoral brandebourgeois et capitaine de Balga Elias von Kanitz (de) achète Podangen, à Anna Catharina von Saucken, veuve, et l'agrandit en 1670 par d'autres acquisitions (Lomp et Gemitten). Podangen reste la propriété de cette famille, élevée au rang de comte en 1798, jusqu'à l'invasion de l'Armée rouge en janvier 1945.
En 1701, un manoir est construit à Podangen par l'Oberburggraf Friedrich Wilhelm von Kanitz (de) dans un style qui correspondait à une forme de transition entre le type Willkühnen (de) et le type Neudeck et qui est agrandi au XIXe siècle dans un style classique tardif. À la suite d'achats et d'autres acquisitions, la propriété de Podangen comprend au début du XIXe siècle les domaines de Maulfritzen, Wickerau, Paulken, Carneyen, Wilknitt, Lichtenfeld, Arnau et Pluttwinnen.
En raison des multiples conflits militaires qui ont lieu dans la province de Prusse-Orientale en 1806/1807 et 1812/1813, Podangen subit des dommages de guerre considérables, qui sont documentés de manière impressionnante dans les notes personnelles du propriétaire de l'époque, le comte Carl Wilhelm Alexander von Kanitz (1745-1824). L'espoir d'obtenir un remboursement des dommages de guerre subis ne s'est pas réalisé. Un descendant (le comte Hans Wilhelm Alexander von Kanitz) écrit : En raison de la double dévastation du Podangen et des autres domaines du comte Carl Wilhelm Alexander von Kanitz, qui comprend également les frais d'équipement de ses fils qui partaient à la guerre, sa situation financière s'est aggravée, complètement brisée et en 1815, il est tombé dans la concurrence - il a ainsi partagé le sort de la plupart des propriétaires terriens de Prusse-Orientale à cette époque.
Les trois fils survivants, dont le futur général prussien et ministre de la guerre Karl August Wilhelm von Kanitz, réussissent cependant à racheter au moins les domaines de Podangen et Maulfritzen, le noyau de l'ancienne propriété de Kanitz, grâce à un prêt d'État ("Retablissement-Kapital") de 20.000 thalers accordé par le roi de Prusse lors de la subhastation (vente forcée) de 1818. La question de savoir lequel des trois frères doit reprendre la propriété de Podangen après la mort de leur père est tranchée par tirage au sort, et c'est le fils aîné, Alexander, qui en bénéficie.
Pour le comte Carl Johann Ehrhard von Kanitz, un autre fils du comte Carl Wilhelm Alexander von Kanitz, tombé le 6 septembre 1813 lors de la bataille de Dennewitz le 18 septembre 1813, une croix commémorative est erigée plus tard dans les arcades du jardin du manoir. Les morts sont honorés dans la chanson du poète Max von Schenkendorf "Von den Drei Grafen".
Le 20 juin 1854, le roi de Prusse passe la nuit sur le domaine en tant qu'invité du propriétaire de l'époque, le comte Emil Carl Ferdinand von Kanitz, directeur général royal régional de Prusse-Orientale.
Il convient de mentionner l'acquisition du domaine voisin de Tüngen (Bogatyńskie) par le comte Hans von Kanitz (1841-1913) en 1882, qui sert de résidence de veuvage à son épouse, Marie comtesse von Kanitz, née comtesse von Bismarck-Bohlen, jusqu'à sa mort (1929).
Le dernier propriétaire de Podangen avant 1945 est le ministre du Reich Gerhard von Kanitz.

## Personnalités
- Elias von Kanitz (de) (1617-1674), colonel brandebourgeois et capitaine à Balga
- Friedrich Wilhelm von Kanitz (de) (1656–1719), véritable conseiller privé, Oberburggraf
- August von Kanitz (1783–1852), lieutenant général prussien et ministre de la Guerre
- Hans von Kanitz (1841-1913), député de la Chambre des représentants de Prusse, du Reichstag et propriétaire de Podangen
- Georg von Kanitz (1842-1922), maréchal de la cour et député du Reichstag
- Wilhelm von Kanitz (1846-1912), lieutenant général prussien
- Alexander von Kanitz (1848-1940), lieutenant général prussien
- Gerhard von Kanitz (1885-1949), ministre de l'Alimentation et de l'Agriculture du Reich
- Hans von Kanitz (de) (1893-1968), général de division allemand, fondateur du "Sternbriefkreis" d'officiers chrétiens